# Scotinotylus altaicus
Scotinotylus altaicus is een spinnensoort in de taxonomische indeling van de hangmatspinnen (Linyphiidae).
Het dier behoort tot het geslacht Scotinotylus. De wetenschappelijke naam van de soort werd voor het eerst geldig gepubliceerd in 1996 door Yuri M. Marusik, Heikki Hippa & Koponen.